# Bentley T-series
Bentley T-series — автомобиль класса люкс, выпускавшийся  британской компанией Bentley Motors с 1965 по 1980 год. Первый автомобиль марки с несущим, а не установленным на раме кузовом.

## Описание

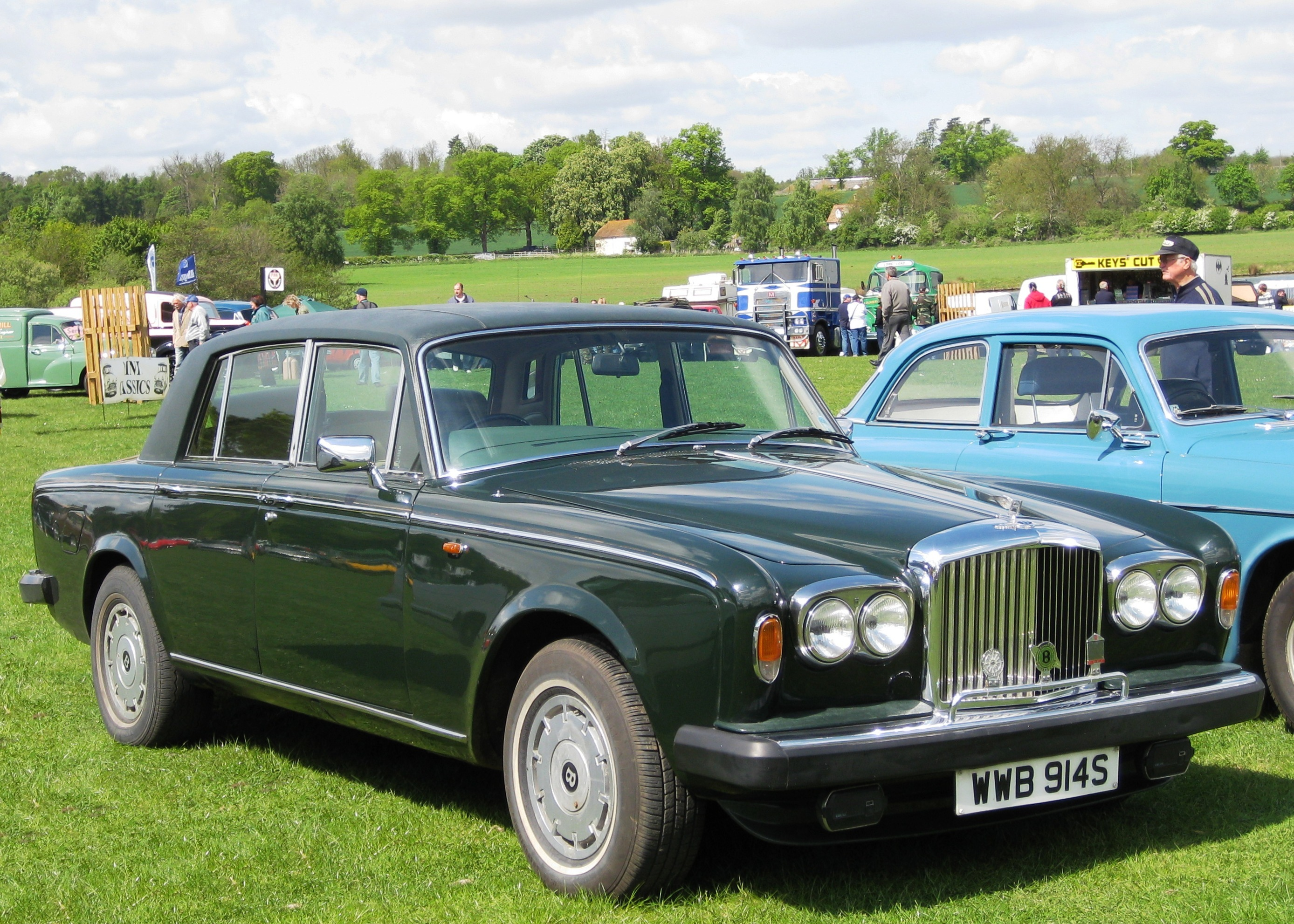
1977 Bentley T-series

Полностью новый автомобиль прямо на заводе собирался вокруг несущего кузова типа четырёхдверный седан. Для облегчения его веса, капот, двери и крышка багажника были сделаны из алюминия. В салоне два раздельных передних сиденья имели электропривод регулировок. Также, с помощью электромоторов поднимались и опускались боковые стёкла и наружная антенна радиоприёмника. Автомобиль стандартно оборудовался отопителем, кондиционер был доступен по заказу.
Использовался прежний восьмицилиндровый, но серьёзно модернизированный двигатель. Была повышена его эффективность, а также уменьшены габариты, для того, чтобы он помещался под более низким капотом. Первоначально двигатель работал вместе с автоматической четырёхступенчатой трансмиссией оснащённой гидромуфтой. Позже она была заменена на более современную трёхступенчатую коробку передач с гидротрансформатором.
Установленные на подрамниках передняя и задняя независимые подвески имели упругие стойки, объединявшие пружину, амортизатор и гидроэлемент.  С помощью последнего поддерживался постоянным,  вне зависимости от нагрузки, уровень пола автомобиля. Производилось это с помощью гидросистемы высокого давления, которая помимо упругих элементов подвески, подавала жидкость и в привод тормозов. В результате, тормозная система со всеми дисковыми тормозами имела целых три раздельных контура. В первый была объединена одна пара (левый и правый) тормозных механизмов передней оси (46% эффективности торможения). Во второй — другая пара передних тормозов (всего спереди их было четыре) и по одному цилиндру из левого и правого задних тормозов (31%). В третьем контуре были задействованы оставшиеся цилиндры задних тормозов (23%).
В 1970 году модель получила большего рабочего объёма (6.75) двигатель. Всего с 1965 по 1977 год было изготовлено 1886 автомобилей серии T.
В начале 1970-х тяжёлое финансовое положение головной компании привело её к банкротству, и она была разделена на части. У её автомобильного подразделения уже не было возможностей для обновления длительное время выпускавшегося автомобиля, поэтому, появившаяся в 1977 году модель T2 была полной копией Rolls-Royce Silver Shadow II. Всего с 1977 по 1980 год было изготовлено 568 автомобилей Bentley T2.

## В популярной культуре
Модель автомобиля представлена в Bentley DLC для Car Mechanic Simulator 2015.